# ЕН3
Електропоїзд ЕН3 (Електропоїзд Новочеркаський 3-й тип) — російський пасажирський електропоїзд змінного струму, виробництво розпочали в 1999 році на Новочеркаському електротягобудівному заводі. ЕН3 був розроблений НЕВЗом і проєктно-конструкторським інститутом ВЕлНІІ.

## Історія
Після розпаду СРСР, єдиний завод із виробництва електропоїздів залишився в Латвії. У рамках Державної програми розвитку і підвищення якості приміських пасажирських перевезень на залізничному транспорті (1992) був намічений комплекс заходів з організації виробництва приміських електропоїздів на підприємствах Росії. Було прийнято рішення про виробництво приміських електропоїздів на Новочеркаському електротягобудівному заводі (НУО НЕВЗ). У зв'язку з різким падінням обсягів вантажних перевезень у Росії на залізницях країни вивільнилося значне число локомотивів і на кілька років зникла потреба у закупівлі нових електротягів. Це призвело до зупинки виробництва електротягів на НЕВЗі. Було вирішено використати науковий та конструкторський потенціал заводу і проєктно-конструкторського інституту (ВЕлНІІ) для розробки приміських електропоїздів.

## Доля поїзда
Поїзд побудований п'ятивагонним, за схемою (01Г+02М+03П+04М+05Г). Презентований на заводі в березні 2000 року. У 2001 і 2004 роках перебував на експериментальному кільці ВНДІЗТа для проходження приймальних та сертифікаційних випробувань, які так і не були ним пройдені. Пізніше був куплений Північно-Кавказькою залізницею. Оскільки не пройшов приймальні та сертифікаційні випробування, електропоїзд не допущений до експлуатації з пасажирами. Головний вагон (00105) знаходиться в музеї залізничного транспорту на станції Гніловська.